# 段素順
段 素順（だん そじゅん）は、大理国の第5代王。
969年に即位、翌年に明政と改元した。大渡河を北宋との間の国境とし、善隣を保った。